# بوهدان وکلیاک
بوهدان وکلیاک (اوکراینی: Богдан Ігорович Векляк؛ زادهٔ ۳۱ اوت ۱۹۹۹) بازیکن فوتبال اهل اوکراین است.